# Редермарк
Редермарк (нім. Rödermark) — місто в Німеччині, знаходиться в землі Гессен. Підпорядковується адміністративному округу Дармштадт. Входить до складу району Оффенбах.
Площа — 29,99 км2. Населення становить 28 344 ос. (станом на 31 грудня 2020).